# Municipio de Zinacatepec
El municipio de Zinacatepec es uno de los 217 municipios que componen el estado mexicano de Puebla. Forma parte de la región del Valle de Tehuacán, en el sureste del estado. Su cabecera es la localidad de San Sebastián Zinacatepec.

## Toponimia
Zinacatepec es un topónimo de origen náhuatl, que proviene de las palabras tzinácatl=murciélago; tépetl=cerro; y -c, desinencia locativa. De esta manera, el nombre del municipio se puede traducir como Cerro de los murciélagos.

## Geografía
El municipio de Zinacatepec se encuentra en el sureste del Valle de Tehuacán, justo en donde se levantan las estribaciones de la Sierra Negra de Tehuacán, que forma parte de la misma unidad geomorfológica con la Sierra de Zongolica. Ambas cadenas montañosas constituyen el extremo sureste del Eje Neovolcánico. Limita al norte con el municipio de Ajalpan; al sureste, con Coxcatlán; al suroeste, con San José Miahuatlán; y al noroeste con Altepexi. La superficie de este municipio es de 86,76 km². El relieve tiene una pendiente que asciende hacia el oriente rumbo al cerro Colorado, que forma parte de la Sierra Negra. El territorio forma parte de la cuenca del Papaloapan, y es recorrido en la parte poniente por el río Tehuacán. El clima es característico del Valle de Tehuacán, cálido con lluvias moderadas.
La Parte Sur Oriente del municipio forma Parte de la Reserva de la Biosfera Tehuacán-Cuicatlán.

## Fiesta patronal
La Fiesta patronal está dedicada a San Sebastián mártir, y es celebrada el día 20 de enero. En dicha festividad se puede encontrar dulces típicos de la región, actividades culturales, bailes y juegos mecánicos, entre otras cosas. 
Existen otras festividades en el municipio tales como el Sagrado Corazón de Jesús celebrada en el barrio de Zentlapatl en el mes de junio y la fiesta del Señor de las Agonías celebrada en la Iglesia del Cerrito en el cuarto viernes de Cuaresma.

## Economía
La principal base de la economía del pueblo de Zinacatepec se basa en la agricultura y la ganadería, además de la Industria Textil, entre otras.
Los campos de siembra se utilizan principalmente para la producción de maíz, jitomate, calabacita, cebolla, zapote y en menor cantidad caña de azúcar.
En la ganadería se crían rebaños porcinos, bovinos y ciertas aves de corral. Así como la producción de sus productos básicos como la leche, huevo y carne para el consumo humano.

## Turismo
En el territorio del municipio podrás encontrar atracciones arquitectónicas tales como La Iglesia Principal, La Capilla de la Soledad, La Iglesia del Cerrito y construcciones que datan del siglo XX; también podrás visitar la Ciénaga, un conjunto de manantiales semi térmicos, con aspecto de pantano, lugar de cría para ciertas especies de peces como la Mojarra, Carpa, Pez Gato (Xiobilli), algunas tortugas de agua dulce, iguanas y lagartijas, perteneciente a la Reserva de la Biosfera Tehuacán-Cuicatlán siendo especies protegidas.
Otro lugar de interés es El Coyotzin, una cueva de donde sale un canal de riego, donde puedes realizar acampadas y pic-nics.

## Personajes destacados
- Miguel Barbosa Huerta-Gobernador de Puebla de 2019 a 2022.
- Constantino Reyes-Valerio, químico e historiador.
- Raul Valerio, actor.